# Chapelle du cimetière de Steige
La chapelle du cimetière est un monument historique situé à Steige, dans le département français du Bas-Rhin.

## Localisation
Ce bâtiment est situé Gand'Rue à Steige.

## Historique
L'édifice fait l'objet d'une inscription au titre des monuments historiques depuis 1935.

## Architecture

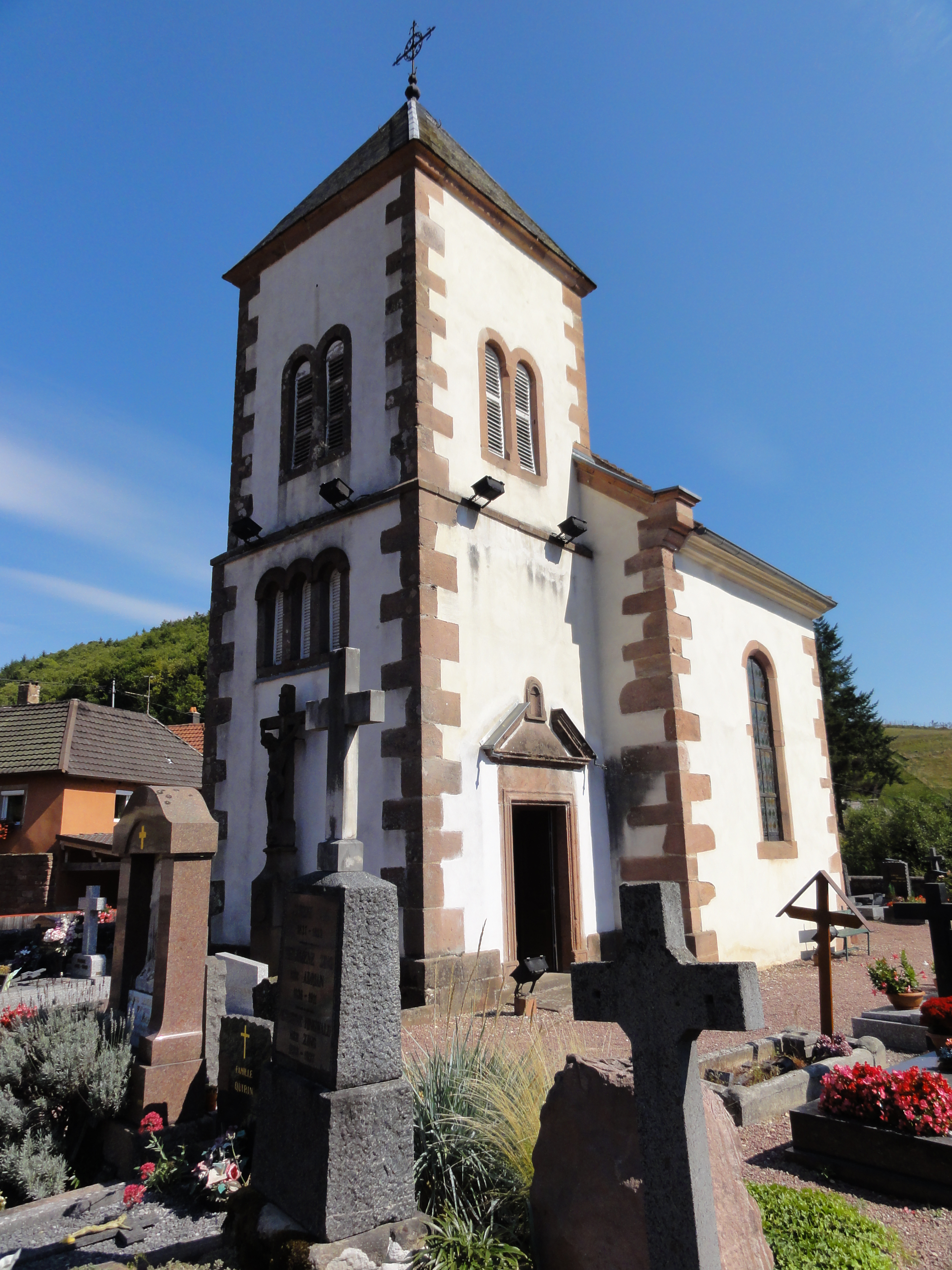
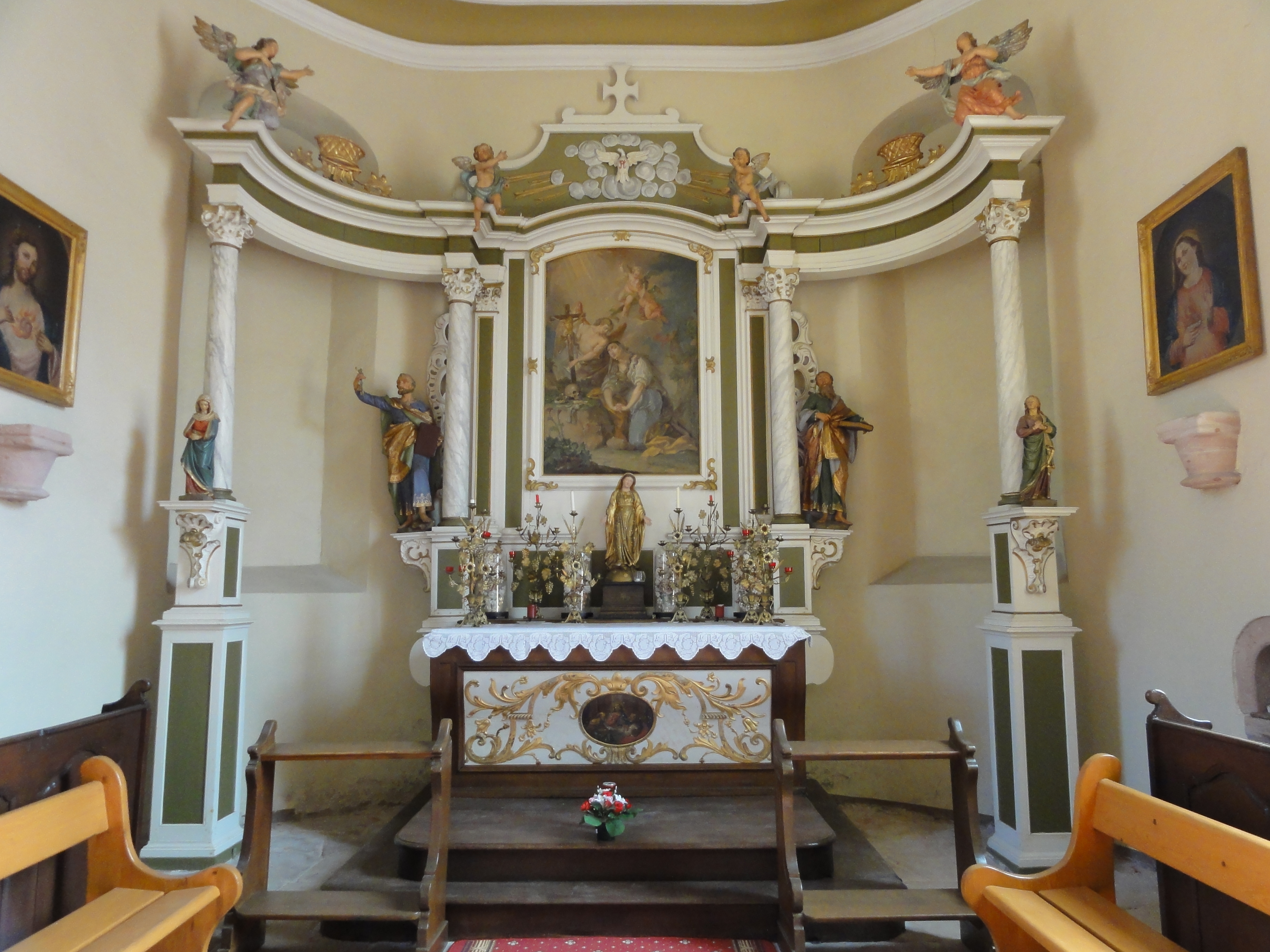
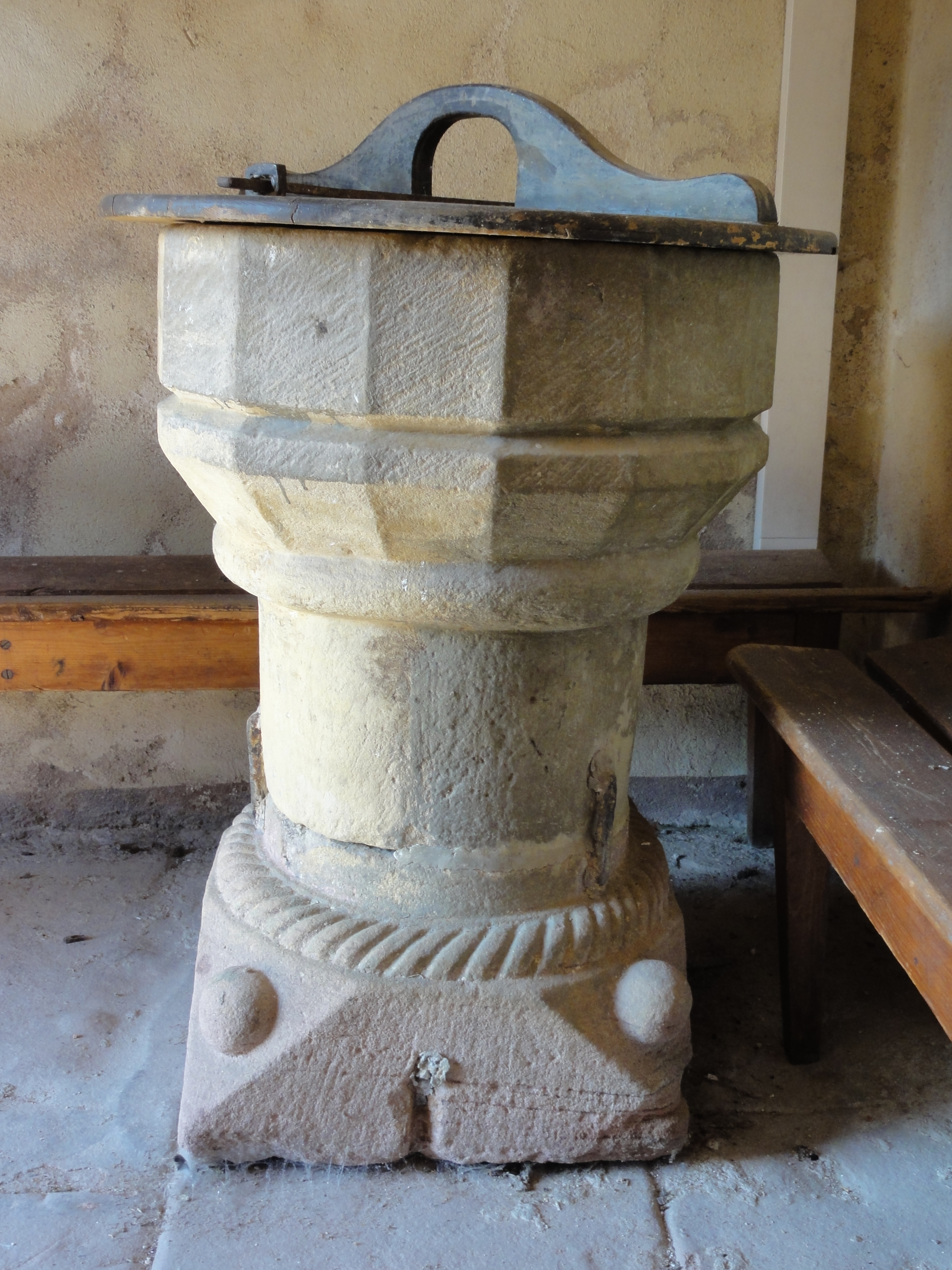